# Carlo di Valois-Orléans
Carlo di Valois-Orléans (Parigi, 24 novembre 1394 – Amboise, 5 gennaio 1465) è stato un nobile francese, duca d'Orléans, duca di Valois, conte di Asti, di Soissons e di Blois e signore di Coucy. Viene ricordato come compositore poetico con più di cinquecento opere, scritte soprattutto durante i suoi venticinque anni come prigioniero di guerra. Appare inoltre nell'Enrico V di William Shakespeare.

## Biografia
Carlo nacque da Luigi, duca d'Orléans, e Valentina Visconti, figlia di Gian Galeazzo Visconti, duca di Milano. Il padre Luigi morì nel 1407, assassinato su ordine di Giovanni di Borgogna. La madre, che morì durante l'anno successivo, lasciò in eredità al figlio la contea di Asti. Carlo ereditò dal padre anche la guida della fazione degli armagnacchi, che erano in guerra con i borgognoni per la supremazia in Francia durante il regno di Carlo VI. Nel frattempo era in corso la guerra dei cent'anni e Carlo fu uno dei molti nobili francesi ferito nella battaglia di Azincourt, combattuta il 25 ottobre 1415.
Catturato e portato in Inghilterra come ostaggio, rimase in prigione per i successivi venticinque anni. Tradendo le norme belliche medievali, non gli fu consentita la libertà in cambio di un riscatto economico, poiché gli inglesi parteggiavano per i borgognoni. È durante questi venticinque anni che Carlo scrisse molte delle sue poesie, tra cui La Foresta della lunga attesa, che prendeva spunto dal periodo di prigionia.
Fu infine liberato nel 1440, grazie alla collaborazione del fratellastro Jean de Dunois e di Isabella de Aviz, consorte di Filippo III di Borgogna, che nel frattempo aveva messo fine alla guerra civile in Francia. Per confermare la fine delle ostilità con i borgognoni, Carlo prese in moglie Maria di Clèves, nipote di Giovanni di Borgogna. In questa occasione fu fatto Cavaliere dell'Ordine del Toson d'oro.
Nel 1447 morì lo zio Filippo Maria Visconti, che non aveva eredi. Gian Galeazzo Visconti, primo duca di Milano e padre di Filippo Maria e di sua madre Valentina, aveva stabilito che in mancanza di discendenza maschile, la linea di successione dovesse essere quella della figlia, ma i cittadini di Milano proclamarono la repubblica ambrosiana. Carlo diede quindi ordine a Rinaldo di Dresnay, che governava Asti in sua vece, di invadere le terre milanesi. Le truppe franco-astigiane, tuttavia, dopo aver saccheggiato i piccoli borghi di Annone e Felizzano, furono sconfitte a Bosco Marengo da Bartolomeo Colleoni, sottoposto di Francesco Sforza.
In seguito il duca si dedicò al ruolo di mecenate delle arti fino alla morte, avvenuta nel 1465. Suo figlio Luigi XII di Valois-Orléans fu incoronato re di Francia nel 1498.

## Matrimoni e figli
Carlo si sposò tre volte. La sua prima moglie Isabella di Valois (figlia di Carlo VI di Francia e vedova di Riccardo II d'Inghilterra), che sposò a Compiègne nel 1406, morì durante un parto. La loro figlia:
- Giovanna (1409, Blois; 1432, Angers), sposò Giovanni II di Alençon nel 1424 a Blois.

In seguito egli sposò Bonne di Armagnac, figlia di Bernardo VII, conte di Armagnac, nel 1410. Bonne morì prima del ritorno del marito dalla prigionia.
Al suo ritorno in Francia nel 1440, Carlo sposò a Saint-Omer Maria di Clèves (figlia di Adolfo I di Kleve), dalla quale ebbe tre figli:
- Maria d'Orléans (19 dicembre, 1457 – 1493, Mazares). Sposò Giovanni di Foix, conte di Étampes, nel 1476; furono i genitori di Gastone di Foix, duca di Nemours, e di Germana de Foix;
- Luigi II d'Orléans (1462 – 1515), salito al trono di Francia come Luigi XII;
- Anna d'Orléans (1464 – 1491, Poitiers), abbadessa di Fontevrault e Poitiers.

## Ascendenza
|                         |                      |                        | Genitori              |  |  | Nonni |  |  | Bisnonni               |  |  | Trisnonni             |  |
|                         |                      |                        |                       |  |  |       |  |  | Giovanni II di Francia |  |  | Filippo VI di Francia |  |
|                         |                      |                        |                       |  |  |       |  |  | Giovanni II di Francia |  |  | Filippo VI di Francia |  |
|                         |                      | Giovanna di Borgogna   |                       |  |  |       |  |  | Giovanni II di Francia |  |  |                       |  |
| Carlo V di Francia      |                      |                        |                       |  |  |       |  |  | Giovanni II di Francia |  |  |                       |  |
|                         |                      | Bona di Lussemburgo    | Giovanni I di Boemia  |  |  |       |  |  |                        |  |  |                       |  |
|                         |                      | Bona di Lussemburgo    | Giovanni I di Boemia  |  |  |       |  |  |                        |  |  |                       |  |
|                         |                      | Bona di Lussemburgo    | Elisabetta di Boemia  |  |  |       |  |  |                        |  |  |                       |  |
| Luigi di Valois         |                      | Bona di Lussemburgo    |                       |  |  |       |  |  |                        |  |  |                       |  |
|                         |                      | Pietro I di Borbone    | Luigi I di Borbone    |  |  |       |  |  |                        |  |  |                       |  |
|                         |                      | Pietro I di Borbone    | Luigi I di Borbone    |  |  |       |  |  |                        |  |  |                       |  |
|                         |                      | Pietro I di Borbone    | Maria di Avesnes      |  |  |       |  |  |                        |  |  |                       |  |
| Giovanna di Borbone     |                      | Pietro I di Borbone    |                       |  |  |       |  |  |                        |  |  |                       |  |
|                         |                      | Isabella di Valois     | Carlo di Valois       |  |  |       |  |  |                        |  |  |                       |  |
|                         |                      | Isabella di Valois     | Carlo di Valois       |  |  |       |  |  |                        |  |  |                       |  |
|                         |                      | Isabella di Valois     | Mahaut di Châtillon   |  |  |       |  |  |                        |  |  |                       |  |
| Carlo di Valois-Orléans |                      | Isabella di Valois     |                       |  |  |       |  |  |                        |  |  |                       |  |
|                         | Galeazzo II Visconti | Stefano Visconti       |                       |  |  |       |  |  |                        |  |  |                       |  |
|                         | Galeazzo II Visconti | Stefano Visconti       |                       |  |  |       |  |  |                        |  |  |                       |  |
|                         | Galeazzo II Visconti | Valentina Doria        |                       |  |  |       |  |  |                        |  |  |                       |  |
| Gian Galeazzo Visconti  | Galeazzo II Visconti |                        |                       |  |  |       |  |  |                        |  |  |                       |  |
|                         |                      | Bianca di Savoia       | Aimone di Savoia      |  |  |       |  |  |                        |  |  |                       |  |
|                         |                      | Bianca di Savoia       | Aimone di Savoia      |  |  |       |  |  |                        |  |  |                       |  |
|                         |                      | Bianca di Savoia       | Violante Paleologa    |  |  |       |  |  |                        |  |  |                       |  |
| Valentina Visconti      |                      | Bianca di Savoia       |                       |  |  |       |  |  |                        |  |  |                       |  |
|                         |                      | Giovanni II di Francia | Filippo VI di Francia |  |  |       |  |  |                        |  |  |                       |  |
|                         |                      | Giovanni II di Francia | Filippo VI di Francia |  |  |       |  |  |                        |  |  |                       |  |
|                         |                      | Giovanni II di Francia | Giovanna di Borgogna  |  |  |       |  |  |                        |  |  |                       |  |
| Isabella di Valois      |                      | Giovanni II di Francia |                       |  |  |       |  |  |                        |  |  |                       |  |
|                         |                      | Bona di Lussemburgo    | Giovanni I di Boemia  |  |  |       |  |  |                        |  |  |                       |  |
|                         |                      | Bona di Lussemburgo    | Giovanni I di Boemia  |  |  |       |  |  |                        |  |  |                       |  |
|                         |                      | Bona di Lussemburgo    | Elisabetta di Boemia  |  |  |       |  |  |                        |  |  |                       |  |
|                         |                      | Bona di Lussemburgo    |                       |  |  |       |  |  |                        |  |  |                       |  |